# 苏州城

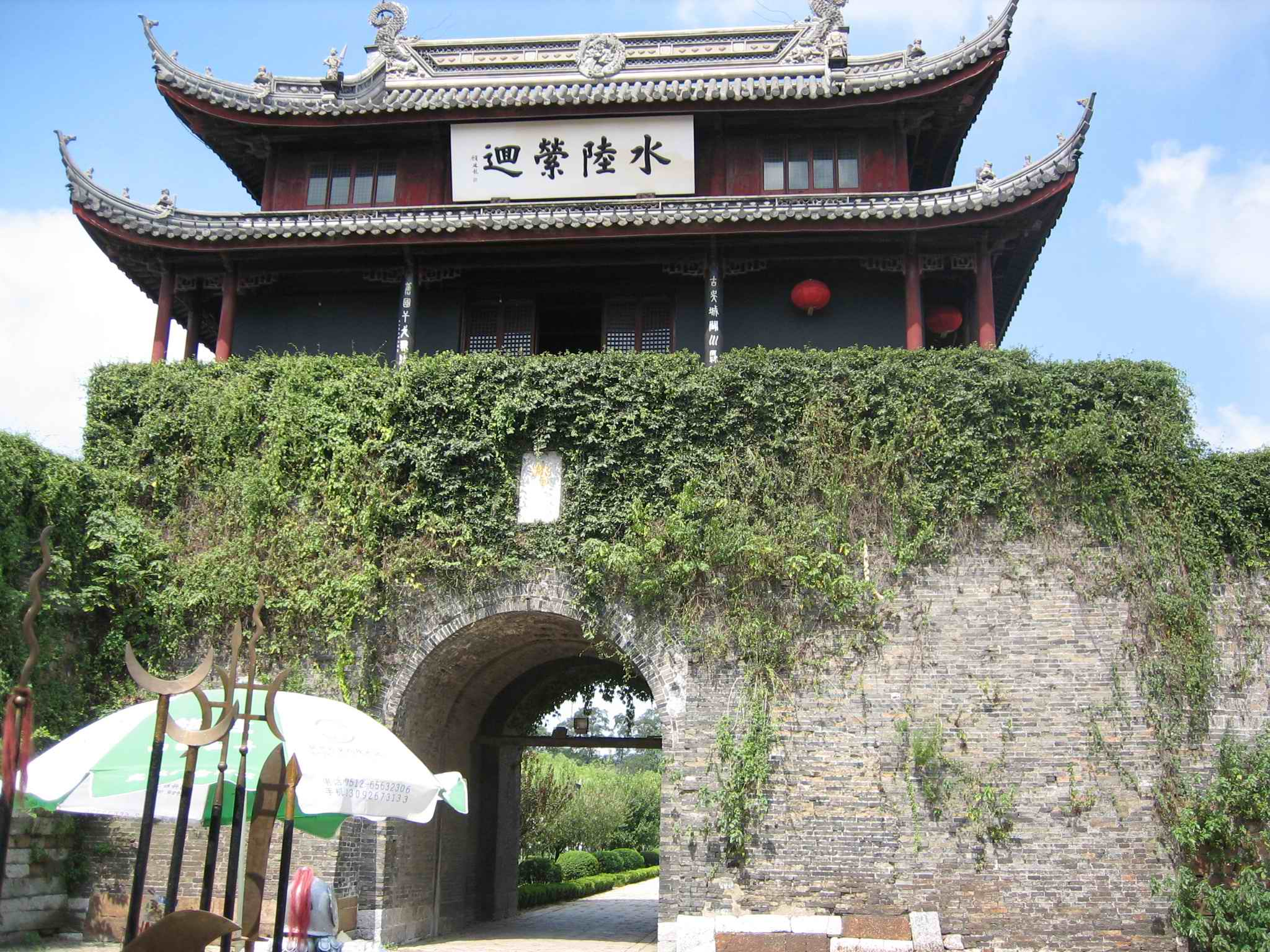
苏州城门之盘门

苏州城或称苏州古城、姑苏城，位于中国江苏省苏州市，现为苏州市主城区所在，明清时又称苏州府城。

## 是否是阖闾城的争议
历代以来，一般将苏州城的筑城史，追溯至前514年所建的阖闾城（城池具体所在有争议），至今已超过2500年历史，随战火而多次遭到破坏，但因不断的修葺，使得整个城池依旧基本完整的保留了下来。
前514年，吴王阖闾命伍子胥筑阖闾大城（阖闾城、吴大城），为土城结构。《吴越春秋》记载城墙总长47里。现代考古学观点认为，阖闾城一是无锡、常州交界的阖闾城遗址，二是苏州西郊的木渎古城遗址。亦有学者持第三种说法，阖闾城在苏州城。

## 秦代至元末

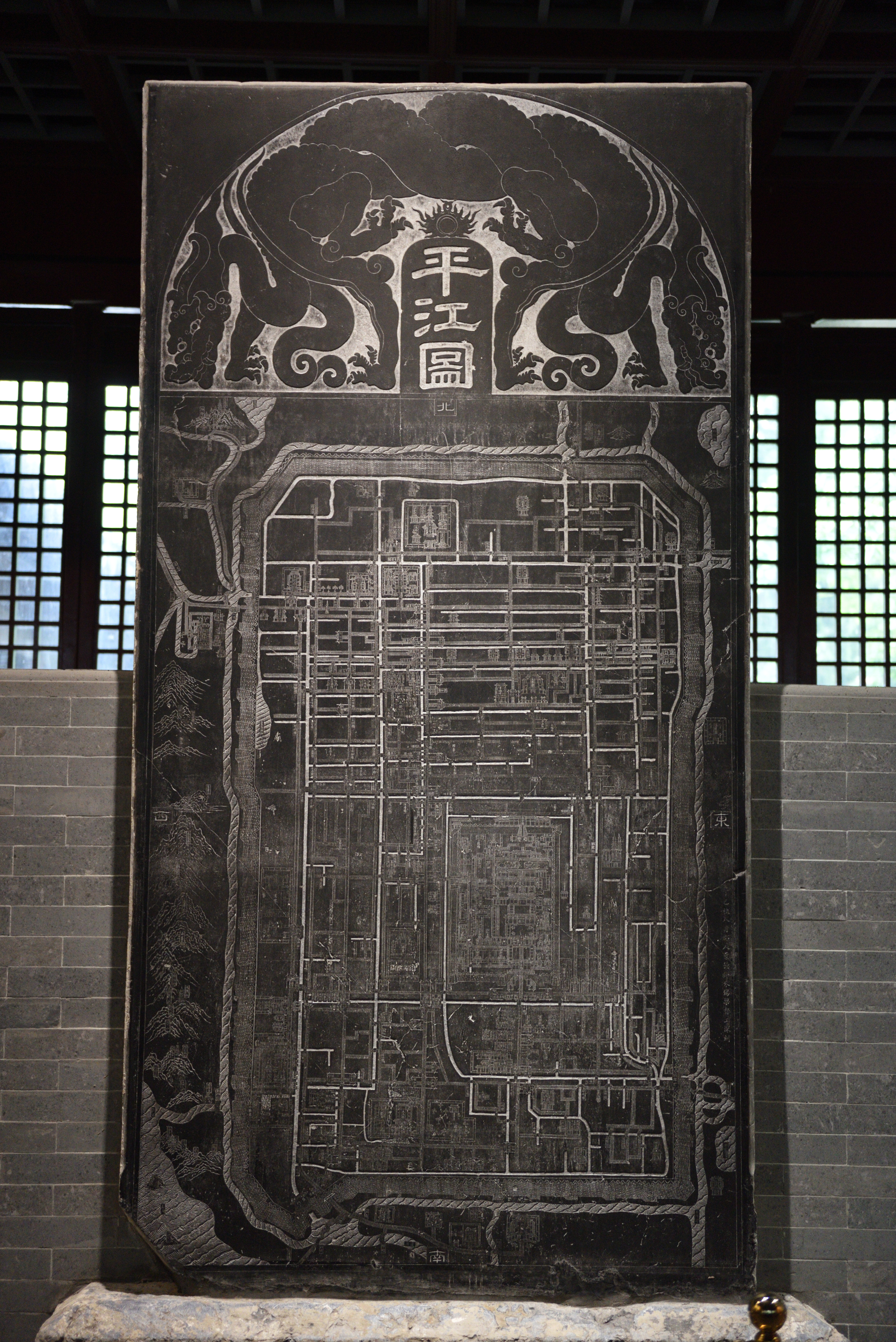
宋朝的平江府城地图——平江图

秦灭六国后，以此地置吴县，而吴县至清末，历为会稽郡、吴郡、吴州、苏州、平江府、平江路、苏州府治所所在。汉代，重修城墙，具体状况不详。隋朝开皇九年（589年），隋灭南陈，后吴州改为苏州。开皇十一年（591年），杨素迁治所于城西横山东麓。唐朝武德七年（624年），迁回旧城。乾符二年（875年），王郢之乱，刺史张搏重筑罗城。
五代后梁龙德二年（922年），钱元璙重修苏州城墙，改为砖石结构，为已知最早的砖城。南宋建炎四年（1130年），金兵入侵毁城，直至绍定二年（1229年）才完全修复。德祐元年（1275年）元兵入侵毁城。苏州城彻底毁灭。元至正十一年（1351年）重建苏州城。至正十六年，张士诚攻入平江城，对城池多有修缮。后朱元璋部将徐达、常遇春攻占平江城。

## 苏州府城及现状
吴王元年（1367年）九月，朱元璋政权将平江路改为苏州府。此后，至清末，苏州城一直是苏州府府治所在。亦是吴县、长洲县、元和县——三个附郭县的县治所在。
明朝初年，政府曾对苏州府城进行修缮。清代康熙元年（1662年），江蘇巡撫韩世琦在原府城城墙的基础上改筑。遗存至今，即苏州城墙。此时城墙总长45里。晚清庚申之劫中，苏州城损毁严重，人口外逃。太平天国覆灭后，苏州作为全国经济中心的地位亦被上海取代。
随着热兵器的运用，城墙在军事上的防御作用日渐式微。苏州城墙亦不例外。民国后，苏州城墙损毁严重。1949年后，全国大规模的拆除城墙，苏州城墙也大部毁损。至1985年，大部分苏州城墙被毁，仅存少量遗迹，且未有正规保护。现存长度约2公里。2006年，苏州城墙遗存——盘门、胥门分别列为第六批全国重点文物保护单位和第六批江苏省文物保护单位。